# Словацкие немцы
Карпатские немцы или карпатонемцы (также словацкие немцы нем. Karpatendeutsche, словац. karpatskí Nemci, венг. kárpátnémetek или Felvidéki németek, укр. карпатські німці) — общее название для групп немецкоязычных меньшинств в словацких землях, а также в прилегающем к ним регионе Закарпатья (ныне Украина). Долгое время немцы были одним из двух крупнейших этнических меньшинств в Словакии, наряду с венграми. Декреты Бенеша (1945) лишили чехословацких немцев гражданства и 85 % из их довоенного числа (128 тыс. чел.) были депортированы из Словакии в Австрию и Германию. Оставшиеся 15 % предпочли словакизацию депортации. В отличие от чешских немцев, словацких сильно затронула мадьяризация в XIX—начала XX века, поскольку словацкие немцы проживали в венгерской части Австро-Венгрии (Транслейтания). Поэтому в культурном и языковом плане им были ближе венгерские немцы и трансильванские саксы, также сильно мадьяризированные. Ныне в Словакии проживает не более 6000 немцев, хотя венгерское меньшинство по-прежнему значительно и даже преобладает в некоторых южных муниципалитетах.

## История
Первые немцы поселились на востоке Словакии довольно рано, уже в X веке немецкое бюргерство стало заметным элементом в жизни Братиславы, хотя само поселение и было основано славянами. После венгерского нашествия в XI веке, немецкая экспансия надолго притормозилась. Немцы вновь стали массово зеселять словацкие земли, подчинённые венграм, по приглашению венгерских феодалов после 1240-х годов (после татаро-монгольского нашествия). Процесс германизации Братиславы (немецкое название Прессбург) опять приостановился в 1520-х годах, когда город стал новой столицей Венгрии (под названием Пожонь), поскольку большая часть собственно венгерских земель была захвачена турками.
Следующая волна целенаправленной германизации пришлась на XVII—XVIII века, когда развернулась активная территориальная экспансия Австрийской империи. В 1850 г., накануне административно-территориальных реформ в империи, немцы составили 75 % населения Прессбурга, что вызвало недовольство венгерского дворянства, контролировавшего словацкие земли. После становления двуединой монархии, вся Словакия подчинилась Будапешту, началась интенсивная мадьяризация. Этнические немцы были даже в большей степени, чем словаки, склонны к добровольной мадьяризации, изменяя свои имена на венгерский лад для быстрого продвижения по служебной лестнице в новых условиях. Немцы-горожане чаще делали выбор в пользу высоких административных постов и зарплат. С венграми их также сближало подозрительное отношение к словацкому национальному движению. Кроме того, мадьяризация имени не означала полного отказа от немецкого языка, который был вторым официальным в империи, в отличие от словацкого. Эволюция национального состава Братиславы в Австро-Венгрии является наглядным примером данной тенденции.
- 1850: немцы (75 %), словаки (18 %), венгры (7.5 %) — оценка;
- 1880: немцы (68 %), словаки (8 %), венгры (8 %), евреи (16 %);
- 1910: немцы (41,92 %), венгры (40,53 %), словаки (14,92 %);
- 1919: немцы (36 %), словаки (33 %), венгры (29 %) — оценка после распада империи в 1918 году.

В 1944—1945 гг. словацкие партизаны, в отместку за нацистские репрессии, совершили массовые расправы над немецким населением края, среди которых наиболее масштабным, но не единственным, было массовое убийство в Глазерхау. Часть карпатских немцев в 1945 г. бежала в Германию или Австрию.
В 1999—2004 карпатский немец Рудольф Шустер был президентом Словакии.

## Географическое распределение
В отличие от венгров, словацкие немцы изначально предпочитали концентрироваться в городах, в первую очередь Братиславе. Словаки и венгры населяли сельскую местность. Поэтому ареал расселения немцев в Словакии, в отличие от Чехии, никогда не был сплошным. Мадьяризация городов началась гораздо позже, в конце XIX века. В центральной и восточной Словакии немцы заселили холмистые и горные регионы. Именно к данным группам применимо название «карпатские».
В словацких землях в целом традиционно выделялось три группы анклавов немецкого поселения:
1. Братислава (Прессбург) и её пригороды, примыкающая к Австрии, а потому скорее являющаяся продолжением сплошного немецкоязычного региона;
2. Центрально-словацкая группа (области Хауэрланд в районе Кремницы и Горная Нитра);
3. Две довольно крупные группы поселений в Восточной Словакии: Спиш и Спишский Град (так называемые спишские саксы).